# Willian, England
Willian är en by i unparished area Letchworth, i distriktet North Hertfordshire, i grevskapet Hertfordshire i England. Byn är belägen 20,5 km 
från Hertford. Willian var en civil parish fram till 1935 när blev den en del av Letchworth. Civil parish hade 210 invånare år 1931. Byn nämndes i Domedagsboken (Domesday Book) år 1086, och kallades då Wilie.